# Кокс, Ронни
Дэниел Рональд «Ронни» Кокс (англ. Daniel Ronald «Ronny» Cox, род. 23 июля 1938) — американский актёр, певец и музыкант.

## Ранние годы
Кокс, третий из пяти детей, родился в Клоудкрофте, Нью-Мексико, в семье Лоунетт Кокс (урождённой Ракер) и Боба П. Кокса, плотника и фермера. Он вырос в Порталес, Нью-Мексико.

## Карьера
Как актёр Кокс получил известность благодаря роли Дрю Беллинджера в фильме 1972 года «Избавление», ставшей для него дебютом в кинематографе. Кокс также снялся в ролях Эндрю Богомила в фильмах «Полицейский из Беверли-Хиллз» и «Полицейский из Беверли-Хиллз 2», Ричарда «Дика» Джонса в фильме «Робокоп», администратора Вилоса Кохаагена в фильме «Вспомнить всё» и Роберта Кинси в сериале — Звёздные врата: SG-1. В 1997 году Кокс сыграл вымышленного президента СШа Джека Нила в фильме «Убийство в Белом доме». Кокс также сыграл Джона Рамси в фильме 2000 года «Идеальное убийство, идеальный город».
Одна из самых запоминающихся ролей Кокса на телевидении — роль доктора Джона Гидеона в последнем сезоне драматического сериала «Сент-Элсвер». Кроме того, Кокс появлялся в эпизоде сериала «Звёздный путь: Следующее поколение» в роли капитана Эдварда Джеллико и сыграл Генри Мейсона, отца Бри Ван де Камп (Марсия Кросс) в сериале «Отчаянные домохозяйки».
В 2008 году Кокс сыграл роль Паппи Макалистера, мужа лучшей подруги Молли Каган Джоан, в сериале «Развод по-голливудски», а в 2018 году — роль Гидеона Клейборна в сериале «Нэшвилл».

## Личная жизнь
10 сентября 1960 года Кокс женился на Мэри Кокс. Она умерла в 2006 году; у пары двое детей.

## Избранная фильмография
| Год       |    | Русское название                    | Оригинальное название             | Роль                                    |
| --------- | -- | ----------------------------------- | --------------------------------- | --------------------------------------- |
| 1972      | ф  | Избавление                          | Deliverance                       | Дрю Беллинджер                          |
| 1972      | с  | Бонанза                             | Bonanza                           | Лукас                                   |
| 1976      | ф  | На пути к славе                     | Bound for Glory                   | Озарк Бьюл                              |
| 1977      | ф  | Автомобиль                          | The Car                           | Лукас «Люк» Джонсон                     |
| 1979      | ф  | Луковое поле                        | The Onion Field                   | сержант Пирс Брукс                      |
| 1981      | ф  | Отбой                               | Taps                              | полковник Керби                         |
| 1984      | ф  | Полицейский из Беверли-Хиллз        | Beverly Hills Cop                 | Эндрю Богомил                           |
| 1986      | с  | Семейные узы                        | Family Ties                       | Франклин Рид                            |
| 1986      | с  | Альфред Хичкок представляет         | Alfred Hitchcock Presents         | Сэм Медуик                              |
| 1986      | с  | Она написала убийство               | Murder, She Wrote                 | мэр Пауэрс                              |
| 1987      | ф  | Полицейский из Беверли-Хиллз 2      | Beverly Hills Cop 2               | Эндрю Богомил                           |
| 1987      | ф  | Робокоп                             | RoboCop                           | Ричард «Дик» Джонс                      |
| 1987      | ф  | Амазонки на Луне                    | Amazon Women on the Moon          | генерал Балентайн                       |
| 1987—1988 | с  | Сент-Элсвер                         | St. Elsewhere                     | доктор Джон Гидеон                      |
| 1990      | ф  | Сдвиг по фазе                       | Loose Cannons                     | Боб Смайли                              |
| 1990      | ф  | Вспомнить всё                       | Total Recall                      | Вилос Кохааген                          |
| 1990      | ф  | Капитан Америка                     | Captain America                   | Том Кимбалл                             |
| 1991      | ф  | Ножницы                             | Scissors                          | доктор Стивен Картер                    |
| 1992      | с  | Звёздный путь: Следующее поколение  | Star Trek: The Next Generation    | капитан Эдвард Джеллико                 |
| 1992      | с  | Закон Лос-Анджелеса                 | L.A. Law                          | Мейсон Пейн                             |
| 1994      | с  | Следы во времени                    | Time Trax                         | Эверетт Ранкин                          |
| 1996      | с  | Диагноз: убийство                   | Diagnosis: Murder                 | доктор Нейтан Хардинг                   |
| 1997      | мс | Спаун                               | Spawn                             | сенатор Скотт Макмиллан / Билли Кинкейд |
| 1998      | с  | С Земли на Луну                     | From the Earth to the Moon        | Ли Этвуд                                |
| 1998      | с  | Завтра наступит сегодня             | Early Edition                     | адмирал Эдвард Харриган                 |
| 1998—1999 | с  | Практика                            | The Practice                      | окружной прокурор Скотт                 |
| 1998—2005 | с  | Звёздные врата: SG-1                | Stargate SG-1                     | Роберт Кинси                            |
| 1999      | ф  | Силы природы                        | Forces of Nature                  | Хедли                                   |
| 1999      | с  | За гранью возможного                | The Outer Limits                  | подполковник Лестер Глейд               |
| 1999      | ф  | Глубокое синее море                 | Deep Blue Sea                     | босс Франклина                          |
| 2004      | ки | —                                   | Killzone                          | генерал Стюарт Адамс                    |
| 2005      | ф  | Беспредел в Лос-Анжелесе            | The L.A. Riot Spectacular         | шеф                                     |
| 2005      | с  | Закон и порядок: Специальный корпус | Law & Order: Special Victims Unit | доктор Макманус                         |
| 2005      | с  | Медиум                              | Medium                            | мистер Хаммонд                          |
| 2006      | с  | Отчаянные домохозяйки               | Desperate Housewives              | Генри Мейсон                            |
| 2006      | с  | Женщина-президент                   | Commander in Chief                | сенатор Джо Пек                         |
| 2007      | с  | Скажи мне, что любишь меня          | Tell Me You Love Me               | Джон                                    |
| 2008      | с  | Детектив Раш                        | Cold Case                         | Дэниел Паттерсон в 2008 году            |
| 2009      | ф  | Представь себе                      | Imagine That                      | Том Стивенс                             |
| 2011      | с  | Декстер                             | Dexter                            | Уолтер Кенни                            |
| 2011      | с  | Мистер Саншайн                      | Mr. Sunshine                      | Майк Уолш                               |
| 2012      | с  | Воздействие                         | Leverage                          | Питер Максвитен                         |
| 2014      | ф  | Игра на выживание                   | Beyond the Reach                  | шериф Робб                              |
| 2015      | с  | Настоящий детектив                  | True Detective                    | исполнитель / Кейн                      |
| 2015      | с  | В браке                             | Married                           | Ричард                                  |
| 2018      | с  | Нэшвилл                             | Nashville                         | Гидеон Клейборн                         |